# Bayan Bulag, Xilinhot
Bayan Bulag (kinesiska: 巴彦宝拉格, 巴彦宝拉格苏木) är en socken i Kina. Den ligger i den autonoma regionen Inre Mongoliet, i den norra delen av landet, omkring 520 kilometer nordost om regionhuvudstaden Hohhot.
Genomsnittlig årsnederbörd är 427 millimeter. Den regnigaste månaden är juli, med i genomsnitt 107 mm nederbörd, och den torraste är januari, med 4 mm nederbörd.